# Eva Margareta Frölich
Eva Margareta Frölich, född runt 1650, död i september 1692, var en svensk mystiker och pietistisk skriftställare. 

## Biografi
Eva Margareta Frölich föddes som dotter till översten Hans Christoffer Frölich och Elisabet von Plessen, och var syster till Carl Gustaf Frölich som upphöjdes till greve. Var och när hon föddes är okänt. 
Hon gifte sig i Riga med Johann Henning Neumeijer, en svensk överste, som hon övergav, varefter hon 1684 kom till Sverige, där hon uppträdde såsom botpredikerska och sierska. Hon spådde bland annat att Karl XI, hos vilken hon verkligen fick företräde, skulle upprätta Kristi tusenåriga rike och bli härskare över hela kristenheten. Hon dömdes samma år till landsförvisning på livstid och begav sig till Hamburg, där hon utgav ett par skrifter om kiliasmen och om de sju församlingarna i Uppenbarelseboken, vilket vållade hennes förvisning ur staden. Hon slog sig därefter ner i Amsterdam, där hon lät trycka en mängd av sina skrifter och fortsatte med sitt predikande och profeterande, biträdd av guldsmeden Berendt Doerchmann, som följt med henne ända från Riga. En av de åsikter hon framförde, var att kvinnor skulle medges rätt att predika.
År 1692 återkom hon till Stockholm, utfor i smädelser mot i synnerhet prästerskapet "nästan värre än förut" och sökte utkolportera sina skrifter. Hon sattes på tukthus och avled där i september samma år.
Hennes teologi har beskrivits som en blandning mellan spiritism, pietism, ortodoxi och det straffrättsliga begrepp som kännetecknar Gamla testamentet. Hon var en lojal lutherian, men angrep prästernas bokstavstro.